# N93
N93（エヌきゅうじゅうさん）は、TBSラジオで2023年4月から2024年3月まで設けられていたPodcast放送枠。この放送枠で5つのPodcast番組が配信されていた。5つのPodcast番組で地上波放送枠が争われた。
「N93」という名称は、N93は染料の色で白を表し「まだ色のついていない芸人に色をつける」ということや、TBSラジオのN93という会議室があることに由来する。

## 配信番組
放送枠開始当初、以下の5つの番組がそれぞれの曜日の19時に配信開始されていた。
- 月曜 - きしたかののブタピエロ
- 火曜 - パンプキンポテトフライの剣
- 水曜 - 好井まさおの「今、何してる?」
- 木曜 - カラタチの最果てのセンセイ!
- 金曜 - 金の国のたまごどんぶり

水曜日の好井まさおの番組が上半期の総合順位で脱落となり、下半期は「カナメストーンのカナメちゃんシティ」が配信された。

## 最終結果
最終的に「きしたかののブタピエロ」が優勝し、毎週金曜27時から30分の枠を獲得した。2位であった「カラタチの最果てのセンセイ!」は配信を継続し、他3番組は終了したが、4月以降もリスナーから番組復活希望の声が多かった「パンプキンポテトフライの剣」は2024年5月21日よりTBS Podcastで復活の形で放送を再開した。

## イベント
イベントが2023年9月13日に座・高円寺2で行われた。